# Дворец за Путин. Историята на най-големия подкуп
„Дворец за Путин. Историята на най-големия подкуп“ е документален разследващ филм на руската фондация „Фонд борьбы с коррупцией“ (ФБК), публикуван в интернет на 19 януари 2021 г.
Филмът разказва за корупционна схема, която според авторите на разследването се ръководи от руския президент Владимир Путин. По-голямата част от филма се фокусира върху Двореца на Путин, резиденция на брега на Черно море в района на Геленджик, за който се твърди, че е собственост на Владимир Путин чрез пълномощници. Площта на дворцовия комплекс е 68 хектара, докато 7000 хектара земя около двореца са затворена територия под ръководството на ФСБ. Нетърговската руска организация „Фонд борьбы с коррупцией“ оценява стойността на строителството на дворцовия комплекс на 100 милиарда рубли (1,1 милиарда евро).
Разследването е публикувано във видео хостинга на YouTube на 19 януари 2021 г., малко след като Алексей Навални (лекуван от отравяне в Германия) се завръща в Русия и е арестуван.

## Сюжет
Филмът започва с призив за протест на 23 януари 2021 г. с искане за освобождаване на автора на филма Алексей Навални, който, след като е бил отровен през август 2020 г., е подложен на лечение в Германия и след завръщането си в Русия е арестуван по обвинение за нарушаване на условията на изпитателния срок по делото „Ив Роше“. Филмът започва с описание на периода, когато Путин е живял и работил в Дрезден. Там се запознава с колегите си Сергей Чемезов и Николай Токарев, които по-късно, при президента Путин, ще оглавяват големи държавни корпорации.
Основният обект на разследването е дворец край Геленджик край село Прасковеевка с площ 17,6 хиляди квадратни метра, който Навални нарича „най-големият подкуп в историята“ и „най-голямата частна къща в Русия“, като се позовава на документи. Твърди се, че територията се охранява от ФСБ, всички коли, влизащи на територията, се проверяват на няколко контролно-пропускателни пункта, на работниците е строго забранено да носят със себе си дори обикновени мобилни телефони с камера. В допълнение към самия дворец в затворената зона се намират и подземен леден дворец и две хеликоптерни площадки, дендрариум и оранжерия с площ от 2,5 хиляди квадратни метра, църква, амфитеатър, „чайна къща“ и 80-метров мост през дерето до него. За достъп до плажа е изкопан специален тунел, в който има дегустационна зала с изглед към морето. Според разследването риболовът на по-малко от 2 километра от нос Идокопас е забранен, а въздушното пространство над дворцовия комплекс е забранена за полети зона. До двореца се намира винарната „Manor Divnomorskoe“, изграждаща нова винарна, за която се твърди, че принадлежи на съученика на компанията на Путин Николай Егоров. В близост до двореца има и ферма за стриди, която според авторите на разследването не отглежда стриди, но се използва като извинение за забрана на движението по вода в близост до двореца. Както са установили авторите на разследването, в началния етап строителството на двореца е извършено от компанията Росинвест, контролирана от Владимир Путин, според авторите на разследването. През 2011 г. бизнесменът Александър Пономаренко обявява, че е купил този дворец от един от съсобствениците на Росинвест Николай Шамалов и двама негови партньори. В интервю за „Комерсант“ Пономаренко казава, че сделката е на стойност 350 милиона долара. Но според авторите, позовавайки се на финансовите отчети на офшорната компания Kernicom Enterprises, реалната сума е малко над 356 хиляди долара, след което дворецът сменя официалния си собственик няколко пъти. В момента, както се оказа, ключов собственик на двореца е фирмата „Акцепт“, собственост на братовчеда на Путин Михаил Шеломов. Разследването предоставя и схема за финансиране на строителството на двореца. Според авторите на разследването, парите за неговото изграждане са били преведени, наред с други неща, от „ Транснефт“ (начело с колегата на Путин от КГБ Николай Токарев), „Роснефт“ (начело с Игор Сечин, бивш помощник на Путин в Санкт Петербург Комитет за връзки), Юрий Ковалчук и Генадий Тимченко. В заключение авторите заключават, че нуждите на обкръжението на Путин от пари само ще нарастват с течение на времето и единственият начин да се подобри качеството на живот на широки слоеве от населението е избираемостта и сменяемостта на длъжностните лица. Разликата между бедните държави и богатите според авторите е, че в богатите страни хората, при най-малкото подозрение за нечестност на длъжностните лица, излизат на улицата, докато в бедните страни хората издържат, а длъжностните лица безкрайно удължават мандата си.

## Аудитория
Според Levada Center, сред тези, които са гледали филма, знаят за съдържанието му или са чували за него, 17% са влошили отношението си към Путин, 3% са се подобрили, 80% не са се променили или им е било трудно да отговорят. В същото време 17% са уверени в достоверността на съдържанието на филма, 38% – че изглежда като истина, но надеждността е трудно да се провери, 33% – са сигурни, че това не е вярно. По-младите хора са по-склонни да вярват на филмово съдържание, отколкото възрастните хора.